# Áreas da matemática
A matemática abrange uma crescente variedade e profundidade de assuntos ao longo da história, e sua compreensão requer um sistema para categorizar e organizar esses vários assuntos em áreas generalizadas da matemática. Vários esquemas de classificação diferentes surgiram e, embora compartilhem algumas semelhanças, existem diferenças devido em parte aos diferentes propósitos aos quais servem.
Uma divisão tradicional da matemática é em matemática pura; matemática estudada por seu interesse intrínseco e em matemática aplicada; a matemática que pode ser aplicada diretamente a problemas do mundo real. Esta divisão nem sempre é clara e muitos assuntos foram desenvolvidos como matemática pura para encontrar aplicações inesperadas mais tarde. Divisões amplas, como matemática discreta, matemática computacional e assim por diante, surgiram mais recentemente.
Um sistema ideal de classificação permite adicionar novas áreas à organização do conhecimento anterior e encaixar descobertas surpreendentes e interações inesperadas no sistema. Por exemplo, o programa de Langlands encontrou conexões inesperadas entre áreas anteriormente consideradas não conectadas, pelo menos grupos de Galois, superfícies de Riemann e Teoria dos números.